# Jonathan Berlin
 Jonathan Berlin, född 1994 i Ulm, är en tysk skådespelare. Han är i Sverige mest känd för sin huvudroll i miniserien Hotell Europa (Das Weisse Haus am Rhein) samt för sin roll i Tannbach – ett krigsöde.